# Întâlnire cu Joe Black
Întâlnire cu Joe Black (în engleză Meet Joe Black) este un film american de fantezie și romantic  din 1998, regizat și produs de Martin Brest, având în rolurile principale actorii Brad Pitt, Anthony Hopkins și Claire Forlani. Scenariul, care este realizat de Bo Goldman, Kevin Wade, Ron Osborn și Jeff Reno se bazează pe filmul din 1934, Death Takes a Holiday (regizat de Mitchell Leisen). 
A fost a doua oară în care Hopkins și Pitt au jucat împreună după filmul lor din 1994 Legendele toamnei. Filmul a avut recenzii mixte de la critici. A avut încasări de 143 de milioane de dolari americani în toată lumea.

## Prezentare
Miliardarul Bill Parrish are în vedere o fuziune între compania sa și un alt gigant media și urmează să sărbătorească împlinirea a 65 de ani la o petrecere extravagantă planificată de fiica sa cea mai mare, Allison. Fiica sa cea mai mică, Susan, medic rezident de medicină internă, are o relație cu unul dintre membrii consiliului de administrație al lui Bill, Drew. Ea vrea să se căsătorească cu acesta, dar Bill îi spune că nu este îndrăgostită cu pasiune. Când îi cere un sfat, el îi spune pur și simplu într-un discurs cu zel: „Rămâi deschisă la orice posibilitate. Cine știe? Fulgerul te-ar putea lovi!". Când elicopterul companiei aterizează, Bill începe să audă o voce misterioasă, pe care încearcă cu tot mai mare dificultate s-o ignore. 
Susan se întâlnește cu un tânăr fermecător la o cafenea. El devine interesat de ea și îi spune că fulgerul poate lovi. Ea se îndrăgostește de el, dar se despart fără ca ea să-i afle numele. Fără cunoștința Susanei, tânărul este lovit de mai multe mașini într-o coliziune posibil fatală. 
Moartea în persoană ajunge la casa lui Bill, în corpul neînsuflețit al tânărului, explicând că discursul cu zel al lui Bill i-a stârnit interesul. Având în vedere „competența, experiența și înțelepciunea” lui Bill, Moartea promite că atâta timp cât Bill va fi ghidul său pe Pământ, Bill nu va trebui să moară. Inventând un nume pe loc, Moartea este prezentată familiei sub numele de „Joe Black”. 
Cele mai bune eforturi ale lui Bill de a se descurca în următoarele zile dau greș, știind acum că sunt ultimele sale zile, astfel că evenimentele ies rapid de sub controlul său. Drew conspiră în secret cu un bărbat care vrea să cumpere Parrish Communications. El se folosește de comportamentul ciudat al lui Bill și de dependența inexplicabilă a acestuia de Joe pentru a convinge consiliul de administrație să-l demită pe Bill din funcția de președinte, folosind informațiile care i-au fost date fără voie de ginerele lui Bill, Quince, totul pentru ca să aibă loc fuziunea pe care Bill s-a decis să nu o realizeze în prima fază. Ginerele său, Quince, este devastat. 
Susan este confuză de apariția lui Joe, crezând că este tânărul de la cafenea, dar în cele din urmă se îndrăgostește foarte tare de el. Joe este acum sub influența dorințelor și pasiunilor umane și devine atras și el de Susan. Bill se ceartă furios cu Joe deoarece nu este de acord cu relația acestuia cu fiica lui, dar Joe își declară ferm intenția de a o lua pe Susan cu el. 
Pe măsură ce ziua sa de naștere se apropie, Bill îl roagă pe Joe să recunoască sensul iubirii adevărate și tot ceea ce înseamnă asta, în special onestitatea și sacrificiul. Joe ajunge să înțeleagă că trebuie să-și lase deoparte propria dorință și să-i permită Susanei să-și trăiască viața. De asemenea, îl ajută pe Bill să recapete controlul asupra companiei sale, expunând relațiile de afaceri secrete ale lui Drew în cadrul consiliului de administrație, afirmând că (el, Joe) este un agent al Fiscului și amenințând că îl va arunca în închisoare pe Drew, milenii, într-o cameră fără ferestre. 
La petrecere, Bill se împacă cu fiicele sale. Susan îi spune lui Joe că îl iubește încă din acea zi la cafenea. 
Joe își dă seama că Susan îl iubește pe bărbatul necunoscut, nu pe el, iar această descoperire îl marchează. Stăpânindu-și cu greu emoțiile, el nu mai încearcă să-i spună lui Susan cine este cu adevărat, deși pare ca ea să intuiască adevărata sa natură. Încercând să înțeleagă enormitatea situației, Susan nu-l poate eticheta pe Joe ca fiind Moartea. Așa că ea spune în sfârșit: „Ești tu, tu ești Joe”. El îi promite că „vei avea întotdeauna ceea ce ai găsit în cafenea”. Pe un deal din apropiere, aflat deasupra petrecerii, Bill îl întreabă „Ar trebui să mă tem?”, iar Joe în răspunde „Nu, un om ca tine nu”. Focuri de artificii țâșnesc în depărtare, în timp ce Susan îi privește pe Joe și tatăl ei dispărând din vedere. 
Susan este uluită când „Joe” reapare singur. Ea este dezorientată, deoarece acesta este cu adevărat tânărul de la cafenea. Este nevătămat, nu-și aduce aminte nimic din ultimele zile și nu știe cum a ajuns acolo. Susan se împacă cu gândul că tatăl ei a dispărut și reaprinde scânteia romantică pe care a trăit-o cu acest tânăr.

## Distribuție
- Brad Pitt  ca Joe Black / tânărul de la cafenea
- Anthony Hopkins  ca miliardarul pe moarte Bill Parrish
- Claire Forlani ca Dr. Susan Parrish, fiica mai mică a lui Bill
- Jake Weber ca Drew, cu care Susan are o relație la început
- Marcia Gay Harden ca Allison Parrish, fiica mai mare a lui Bill
- Jeffrey Tambor ca Quince, soțul lui Allison
- Lois Kelly-Miller ca femeie jamaicană de la spital, aflată pe moarte
- David S. Howard ca Eddie Sloane
- Marylouise Burke ca Lillian
- June Squibb ca Helen
- Stephen Adly Guirgis ca recepționerul de la spital

## Producție
Majoritatea scenelor din conacul lui William Parrish au fost filmate în conacul Aldrich din Rhode Island. 
Interioarele penthouse și birourile companiei  Parrish au fost seturi construite în clădirea istorică a Regimentului 14 din cartierul South Slope din Brooklyn, New York.
Locul în care Susan și tânărul de la cafenea se întâlnesc pentru prima dată este Broadway Restaurant, la intersecția 2664 Broadway cu strada West 101st, Manhattan.

## Box office
Filmul a avut premiera la 13 noiembrie 1998 și a avut încasări de 15.017.995 de dolari pe plan intern în weekend-ul premierei (13-15 noiembrie), clasându-se pe locul #3, după Băiatul cu apă rece (în al doilea weekend al premierei) și N-am uitat ce-ai făcut astă-vară.
În timp ce filmul a avut un profit dezamăgitor din vânzările video pentru acasă (44.619.100 de dolari), a avut un rezultat mult mai bun pe plan internațional. Cu un venit suplimentar de 98.321.000 de dolari, filmul a avut un venit total global de 142.940.100 de dolari americani.
Întrucât Întâlnire cu Joe Black a fost unul dintre puținele filme care au prezentat primul trailer al filmului Războiul stelelor - Episodul I: Amenințarea fantomei, fanii Star Wars au cumpărat bilete pentru Întâlnire cu Joe Black doar pentru a părăsi cinematografele după prezentarea trailerului.

## Răspuns critic
Meet Joe Black a avut recenzii mixte de la critici, care au lăudat jocul actoricesc, dar au criticat durata prea mare - de trei ore - a filmului, ritmul lent și scenariul. Roger Ebert i-a oferit trei stele, dar nu i-au plăcut scenariile secundare periferice și finalul care s-a lăsat așteptat exagerat de mult. El a concluzionat că, în ciuda defectelor sale, „în filmul acesta există destule lucruri bine”. Peter Travers de la Rolling Stone a considerat că majoritatea personajelor sunt prezentate prea sumar. Anthony Hopkins a fost lăudat de toți pentru prestația sa, Travers susținând că Bill Parrish interpretat de Hopkins a fost singurul personaj pe deplin realizat din film; în timp ce Mick LaSalle a declarat că „interpretarea lui Hopkins este atât de încărcată emoțional încât și cele mai nesemnificative momente ... par a avea complexități ale gândirii și sentimentului”. Pe de altă parte, Brad Pitt a avut recenzii mixte, LaSalle considerând performanța sa actoricească atât de proastă „încât doare”, iar Berardinelli a catalogat-o „jalnică”. 
Filmul deține un scor de aprobare „Rotten” de 53% pe Rotten Tomatoes, consensul site-ului fiind că filmul este „rece, lent [și] incert.”  Filmul a avut o nominalizare la Premiul Zmeura de Aur pentru cea mai proastă refacere sau continuare a unui film, dar a „pierdut” în favoarea filmului Psycho.

## Versiune editată
O versiune de două ore a fost realizată pentru a a fi transmisă la televizor și în zboruri ale companiilor aeriene, prin tăierea majorității scenelor care prezentau afacerile lui Bill Parrish. După ce Brest a ridiculizat această ediție a filmului său și a fost dezamăgit, numele regizorului pe ecran a fost schimbat în pseudonimul folosit la Hollywood în aceste situații, și anume Alan Smithee.